# جنوب دبلن
جنوب دبلن هي مقاطعة في أيرلندا، تتبع لاينستر، بلغ عدد سكانها 265٬205  نسمة، في 2011، عاصمتها Tallaght ‏، تبلغ مساحتها 222٫74 كيلومتر مربع.

## مدن توأم
المدن التوأم:
- Rathcoole, Dublin [الإنجليزية]‏
- كاتوفيتسه.